# Ordem de Calatrava

Emblema da Ordem: uma cruz grega e flores-de-lis nas extremidades

No ano de 1150, Afonso VII de Leão doou à Ordem dos Templários os domínios da praça-forte de Calatrava, no rio Guadiana, para os defenderem das arremetidas dos mouros. Abandonado pouco depois, só no tempo de Sancho III de Castela o castelo voltou a ser ocupado pelo abade Raimundo de Fitero [es] e mais alguns monges que seguiam a regra da Ordem de Cister. Por essa época, o número de cavaleiros da ordem aumentou rapidamente, e o papa reconheceu a Ordem Religiosa Militar de Calatrava em 1164.
Tendo alguns frades da nova ordem vindo a radicar-se em Évora, em Portugal, em 1211, D. Afonso II (r. 1211–1223) doou-lhes os domínios de Avis, e acredita-se que, já nessa época, a Ordem portuguesa de Avis tivesse um estatuto independente, embora continuasse subordinada à castelhana.
A insíginia da ordem é uma cruz floreada de vermelho, no hábito.

## Lista de mestres
- Don García (1164–1169)
- Fernando Escaza (1169–1170)
- Martín Pérez de Siones (1170–1182)
- Nuño Pérez de Quiñones (1182–1199)
- Martín Martínez (1199–1207)
- Ruy Díaz de Yanguas (1207–1212)
- Rodrigo Garcés (1212–1216)
- Martín Fernández de Quintana (1216–1218)
- Gonzalo Yáñez de Novoa (1218–1238)
- Martín Ruiz (1238–1240)
- Gómez Manrique (1240–1243)
- Fernando Órdoñez (1243–1254)
- Pedro Yáñez (1254–1267)
- Juan González (1267–1284)
- Ruy Pérez Ponce (1284–1295)
- Diego López de Santsoles (1295–1296)
- Garci López de Padilla (1296–1322)
- Juan Núñez de Prado (1322–1355)
- Diego García de Padilla (1355–1365)
- Martín López de Córdoba (1365–1371)
- Pedro Muñiz de Godoy (1371–1384)
- Pedro Álvarez de Pereira (1384–1385)
- Gonzalo Núñez de Guzmán (1385–1404)
- Enrique de Villena (1404–1407)
- Luis González de Guzmán (1407–1443)
- Fernando de Padilla (1443–1443)
- Alonso de Aragón (1443–1445)
- Pedro Girón Ibalde(o) (1445–1466)
- Rodrigo Téllez Girón (1466–1482)
- Garcia López de Padilla (1482–1487)
  - Monarquia Espanhola (1487–…)